# Biblia Hebraica
Biblia Hebraica – trzy wydania Biblii hebrajskiej przygotowane przez Rudolfa Kittela. W skrótach najczęściej oznaczana jako BHK lub BH (ewentualnie używa się oznaczeń: BH1, BH2 i BH3 odnoszących się do poszczególnych wydań). 

## Pierwsze wydanie
Mniej więcej od 1901 roku Rudolf Kittel (1853–1929), profesor badań nad tekstem Starego Testamentu z Lipska, rozwijał projekt wydania krytycznego Biblii hebrajskiej. Pierwsze wydanie Biblia Hebraica Kittela ukazało się  w 1906 roku w wydawnictwie Verlagsbuchhandlung J. C. Hinrichs w Lipsku. Jako podstawa wydania został użyty tzw. textus receptus Biblii hebrajskiej pochodzący z wydania tekstu masoreckiego opublikowanego przez Daniela Bomberga w Wenecji w latach 1524–1525 (tekst ten był wówczas uznawany za najlepszy punkt odniesienia). Kittel wydał tekst pierwszego wydania ze znakami samogłoskowymi i akcentami, ale bez towarzyszącej tekstowi masory. Nowością były przypisy zawierające możliwe poprawki tekstu hebrajskiego (aparat krytyczny) według różnych tłumaczeń starożytnych (przede wszystkim Septuaginty, ale również Pięcioksięgu samarytańskiego, Wulgaty czy Peszitty).

## Drugie wydanie
Wydanie drugie ukazało się w 1909 roku. Zawierało niewiele poprawek, podano w nim listę błędów wydania pierwszego. Drugie wydanie było dodrukowywane kilka razy.

## Trzecie wydanie
Trzecie wydanie ukazywało się w zeszytach od 1929 do 1937 roku, a w 1937 roku oblikowano je w jednym kompletnym tomie. Dokonano w nim kilku istotnych zmian. Pierwszy raz użyto tekstu z Kodeksu Leningradzkiego (wraz z Masora parva, opracowaną przez Paula Kahle). Gruntownie przejrzano i rozwinięto aparat krytyczny (teraz podwójny, oznaczony odpowiednio greckimi i łacińskimi literami). Biblię wydano większym, łatwiejszym do czytania drukiem.

## Dalsza historia
Od pierwszego wydania przez kolejne dziesięciolecia XX wieku BHK stała się podstawowym tekstem konsultowanym przy każdej pracy naukowej nad tekstem hebrajskim. Mijający czas przyniósł jednak konieczność opracowania nowej edycji. Przede wszystkim odkrycie zwojów znad Morza Martwego spowodowało konieczność dokonania poważnych rewizji tekstu. Zamierzano przedstawić przynajmniej najlepiej zachowane warianty tekstu Księgi Izajasza i Habakuka. Z technicznego punktu widzenia, bez zastosowania technik komputerowych, było to zadanie trudne do wykonania w tamtych czasach. Z drugiej strony matryce użyte do 3 wydania BHK zaginęły lub zostały zniszczone w trakcie II wojny światowej.
Kompromisowym rozwiązaniem użytym od 7 wydania (1951 rok) aż do połowy lat 70., było przedstawienie wariantów tekstowych z Qumran jako trzeciej sekcji aparatu krytycznego, na marginesie, z użyciem innej czcionki.

## Kolejne edycje
Następcą BHK stała się Biblia Hebraica Stuttgartensia (BHS). Kolejnym projektem (ciągle w rozwoju) jest natomiast Biblia Hebraica Quinta (BHQ). Mimo pojawienia się nowych edycji BHK do dziś jest konsultowana w pracach naukowych nad tekstem biblijnym (ponieważ aparat krytyczny BHK porusza wiele cennych kwestii).